# Charles Hyacinthe Joseph Lespagnol de Grimbry
Charles Hyacinthe Joseph Lespagnol de Grimbry, né le 20 mars 1762 à Lille en Flandre française et mort le 11 mai 1845 à Wasquehal dans le Nord, est un homme politique, écuyer, seigneur de Grimbry, propriétaire terrien, conseiller au Parlement de Flandre, avocat au tribunal de première instance de Lille et maire de la ville de Wasquehal de 1800 à 1845. Il est issu de la famille Lespagnol des Flandres.
Il fait partie de l'Armée des émigrés ou l'Armée des Princes, armée contre-révolutionnaire constituée de personnes qui ont émigré depuis la France sous la Révolution française.
Il est le beau-frère de Charles François Marie Le Prévost de Basserode, maire de la ville de Wasquehal de 1848 à 1849, et du comte Jean-Baptiste Joseph de Muyssart, royaliste, maire de Lille, de Marcq-en-Barœul et député du Nord.

## Biographie

### Origines familiales
Charles Hyacinthe Joseph Lespagnol de Grimbry est le fils de Charles-Joseph Lespagnol de Grimbry (1731-1801), écuyer, seigneur de Cavrines, de Corbeil, de Wasquehal-Paroisse et Wasquehal-la-Marque, 
conseiller des états de la province de la Flandre wallonne, premier conseiller pensionnaire de la ville de Lille, Douai, d'Orchies et Bailli de Roubaix, commissaire aux arts de la ville de Lille et administrateur du Collège de Lille et de Marie Jeanne Henriette Hyacinthe Joseph Thieffries de Rœux (1738-1815), issue de la noblesse.
Son père achète en 1782 pour la somme de 160 000 Livres tournois (équivalent de 1 840 000 euros en 2007), la seigneurie de Wasquehal-la Marque, tenue de Roubaix et dont les terres se situent le long de la marque, du pont Epinoy (actuelle Planche Épinoy) jusqu'à l'actuel moulin de Wasquehal (actuel square Jean Macé), propriété de Charles de Rohan-Soubise et de ce fait, possède les seigneuries de Wasquehal-Paroisse et Wasquehal-la-Marque. Il participe aux États généraux de 1789.
Parmi les aïeux de Charles Hyacinthe Joseph Lespagnol de Grimbry, on trouve Charles François Joseph Lespagnol de Cavrines (1700-1763), écuyer, conseiller des États de Flandre wallonne, procureur-syndic de la Ville de Douai et Jean-Joseph l'Espagnol né à Bouvignies en 1638 et qui achète la bourgeoisie de Douai le 3 mars 1663, devint procureur général de cette ville et participe au siège de Valenciennes et siège de Cambrai.
La famille Lespagnol des Flandres remontre vers 1483 avec Colin Lespagnol et qui se présente comme étant les ancêtres des branches champenoises et bourguignonnes et le nom Grimbry, vient du Fief de Grimbrie à Roubaix, situé entre le Quesne-Baudet et les Prés des Barbieurs, sur le chemin  de la Vieille Justice. La famille Lespagnol en prit le nom sous la forme de Grimbry. En 1401, Grimbrie appartenait à Marguerite de La Pontenerie, héritière de la Pontenerie, qui avait épousé en premières noces, Jean Loncle, dit Kauchevacq, chevalier, seigneur de Jollaing, et qui se  remaria avant 1412, à Mahieu de Launais, chevalier, chambellan du roi de France et son bailli de Tournai. On trouve Blaise de Lespierre né en 1510 à Hem qui fut seigneur de La Rondrie et de Grimbrie et Mathieu Locquifier, seigneur de Grimbrie en 1718.

### Éducation et famille
Charles Hyacinthe Joseph est baptisé le 23 mars 1762 à l'église Saint-Étienne de Lille. En 1772, il étudie au Collège de Lille situé place aux Bleuets,.
Il a trois frères et quatre sœurs :
- Henri Joseph Hyacinthe (1763-1814) : seigneur de Cavrines, conseiller au parlement de Lille puis au parlement de Dijon et domicilié à Altona en Allemagne en 1787. Décède à Lille le 12 juin 1814 sans descendance[16].
- André François Hyacinthe Joseph (1763-1844) : écuyer, seigneur de Grimbry, capitaine d'artillerie. Il épouse Marie-Ursule-Louis-Joseph Desffontaines de Preux (1771-1845), sœur de l'épouse de Charles Hyacinthe Joseph, en mai 1798. Il a trois enfants, Charles Louis, Henriette Louise et Sophie Ursule. Décède le 1er janvier 1844.
- Alexandre Louis Hyacinthe Joseph (1767-?) : écuyer, enseigne aux gardes wallonnes en 1785, enseigne de grenadier en 1789, lieutenant en 1794, participe aux campagnes contre la République française pendant la bataille de Burgos lors de la guerre d'indépendance espagnole. Officier de Charles IV, il épouse à Barcelone, Marianna de Sentmenat y de Clariana[17], issue de la noblesse catalane[18]. On le nomme à cette période Alexandre-Louis de l'Espagnol y de Thiefries[17]. Il a une fille, Josepa de l'Espagnol y de Sentmenat (1801-1865) qui se marie avec Ferran de Sagarra y de Llinàs[19], propriétaire, conseiller municipal de la ville de Barcelone et député provincial, qui a pour petit-fils Josep Maria de Sagarra, écrivain catalan. Alexandre Louis Hyacinthe Joseph est vivant en 1810.
- Marie Henriette Hyacinthe Josèphe (1768-1843) : mariée à Louis-Aguste d'Aumale, issue de la famille des seigneurs et ducs d'Aumale. Décède à Valenciennes le 4 avril 1843.
- Marie Anne Hyacinthe Josèphe (1772-1843) : mariée à Charles François Marie Le Prévost de Basserode (1774-1849) le 16 juin 1798 à Lille. Décède à Lille le 25 mai 1843.
- Charlotte Hyacinthe Josèphe (1775-1829) : marié en 1802 avec Louis-Joseph Fourmestraux de Pas (1755-1833). Un enfant Louis, mort en bas âge. Décède à Lille le 5 mai 1829.
- Sophie Hyacinthe Josèphe (1775-1804) : sœur jumelle de Charlotte Hyacinthe Josèphe. Décède à Lille le 28 juillet 1804. Célibataire au moment du décès.

### Parlement de Flandre
Fin 1770, il est décidé que tout acheteur d’un office donnant accès à la noblesse aura à verser, en sus aux caisses royales, un droit particulier appelé marc d’or de noblesse, ceux des acquéreurs qui étaient déjà nobles obtinrent d’être dispensés de ce nouvel impôt, sous condition de faire la preuve de leur état. D’où les Arrêts du Grand Conseil portant dispense du marc noble de noblesse.
Le 11 février 1787 à Versailles, Louis Bénigne François Bertier de Sauvigny, commissaire nommé par Louis XVI, prouve avec un certificat, la noblesse de Charles Hyacinthe Joseph Lespagnol de Grimbry et dispense ce dernier de l’impôt marc d’or de noblesse.
Il est reçu conseiller au Parlement de Flandre le 14 février 1787 jusqu'au 30 septembre 1790, date de suppression définitive du parlement,.
Il prend part en 1789, aux États généraux et assistera à l'exil en 1791 de l'abbé Jean-Michel Odou qui refusera de prêter le serment civique qu'il jugera contraire aux intérêts de l'Église catholique.

### Révolution française
La suppression des privilèges féodaux en 1789, font disparaitre les seigneuries de Wasquehal-Paroisse et Wasquehal-la-Marque pour laisser place à la ville de Wasquehal.
Le royaume de France, en pleine période de réformes radicales institutionnelles, prend l'initiative d'un conflit en déclaration de guerre de la France au roi de Bohême et de Hongrie le 20 avril 1792. Peu après la France envahit les 29 et 30 avril 1792, le territoire des Pays-Bas autrichiens attaquant sans succès Quiévrain et Mons en même temps que Tournai. Les puissances européennes qui ne désiraient pas s'occuper des troubles intérieurs du royaume de France, sont ainsi obligées de réagir. La division Bonnaud de Jacques Philippe Bonnaud, général de division de la Révolution française, s'avance entre les villages d'Hem et de Wasquehal, et attaque le corps du duc d'York et mis en déroute l'armée de la Première Coalition. Mais le 5 septembre 1792, Wasquehal tombe aux mains des Autrichiens, et est investie par les quinze mille hommes du duc Albert de Saxe-Teschen, gouverneur général des Pays-Bas et beau-frère de Louis XVI. Il est rayé de la liste des émigrés par arrêté du 11 août 1795.
Sa sœur Marie Anne Hyacinthe Joseph l'Espagnol de Grimbry se lie avec la famille Le Prévost de Basserode en épousant le 16 juin 1798 Charles François Marie Le Prévost de Basserode (1774-1849), seigneur de Haut-Grenier, de Haut-Lieu et des Marissons, colonel sous Napoléon Ier, chevalier de la Légion d'honneur, membre de l'Ordre de Saint-Lazare de Jérusalem, membre de l'Ordre du Phénix de Hohenlohe et ancien élève de Louis XVI et qui sera maire de Wasquehal de 1848 à 1849. Le 28 mars 1799, l'église de Wasquehal est vendue comme bien national au citoyen François-Martine Capron pour le prix de 101,500 francs payables en bons, cette vente est faite entre les mains des citoyens Charles Lespagnol, Louis Delporte, Louis Senacq et Antoine-Henri-Joseph Du Castillon entre autres  mais le 15 juin 1799, il la recédera à la commune.

### Mairie de Wasquehal

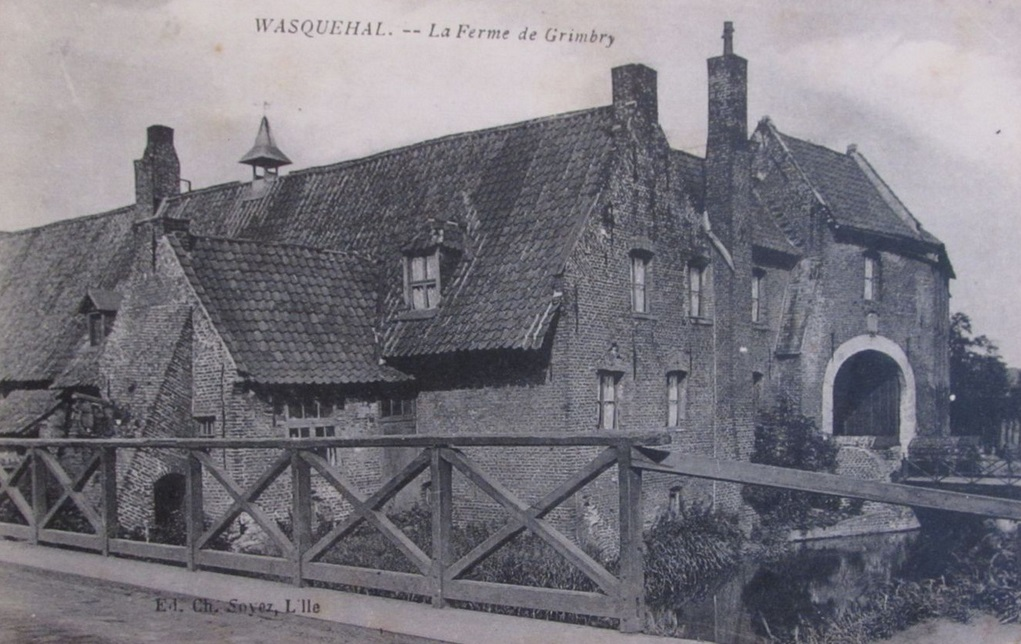
Ferme de Grimbry sur le bord de la marque vers 1914.

À l'issue de la Révolution française, on place des maires à la tête des villes mais la convention redonne aux agents municipaux la charge de la ville jusqu'en 1800 où Charles Hyacinthe Joseph Lespagnol de Grimbry prend la juridiction de la ville. En 1802, pour l'aménagement de la Marque, il fait planter des frênes au bord de celle-ci, près de sa demeure du centre de Wasquehal dite Ferme de Grimbry et qui seraient encore visibles aujourd'hui. Il épouse le 24 juillet 1805, Hyacinthe Joseph Desfontaines de Preux, propriétaire à Valenciennes. 
Charles Hyacinthe Joseph Lespagnol de Grimbry, tout en occupant la fonction de maire, est aussi meunier. Il travaille et demeure dans une ferme située au centre de Wasquehal et qui existait avant 1724. Charles Hyacinthe Joseph Lespagnol de Grimbry a des servantes, des domestiques et des employés pour exploiter la ferme et cultiver ses terres. Cette ferme qui sera plus tard appelé Ferme de Grimbry, est située au bord de la Marque (la ferme était située à l'actuel 2 avenue Jean-Paul-Sartre) avec son pont-levis qui est située rue de l'église (actuel parking des appartements de la place du général de Gaulle. L'actuelle rue Michelet se prolongeait jusqu'à la ferme qui était située au 1 rue Michelet en 1926 et se nommait rue de l'église en 1876). Lors de la retraite des Allemands en 1918, les ponts proches de la ferme seront détruits et endommageront la ferme et une tour qui menacera de s'écrouler sera démolie.

Charles Hyacinthe Joseph Lespagnol de Grimbry possède également de nombreuses autres terres qu’il n’exploite pas lui-même, mais par d’autres fermiers de la commune car il fait louer ses terres. Il possède également des terres au Cartelot où se trouve sa maison de campagne et demeure de loisirs, appelée le Château Blanc ou Château de Grimbry(située à l'actuelle allée du château blanc et démoli en 1973) avec la ferme qui exploite les terres du château (la ferme est rasée en 2020 pour laisser place aux ensembles d'appartements Le Clos du Château Blanc) et d'une forêt dite Bois du Duc. 

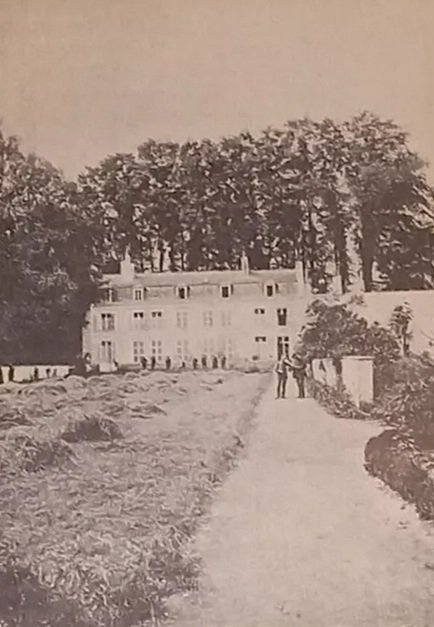
Le château blanc dans le quartier du Cartelot vers 1891.

En 1817, il est avocat au tribunal de première instance de Lille et le 15 janvier de la même année, à la chambre des députés des départements sous la présidence d'Étienne-Denis Pasquier, il appelle l’attention des officiers malheureux qui ont servi dans l'armée des émigrés en 1792.
Sous ses mandats, débute la construction du canal de Roubaix (1828), sont construites les écluses à Wasquehal (1833), il parraine la grosse cloche de l'église, nommée Joséphine-Charlotte (1839), l'église est restaurée en par l'architecte néogothique lillois Charles Leroy (1841), et une voie de chemin de fer est construite (1843),.
Le 30 avril 1843, il est nommé chevalier de la Légion d'honneur.

### Décès et sépulture
Charles Hyacinthe Joseph Lespagnol de Grimbry décède en cours de mandat en 1845, dans sa ferme qui sera appelée plus tard, Ferme de Grimbry ou Ferme Fremeaux, située rue de l'Église. La ferme sera détruite en 1965 à cause de son mauvais entretien et notamment en raison d'un incendie. La ferme s'appellera avant sa destruction, la Ferme Coursier. Il est le maire de Wasquehal ayant eu le plus long mandat et de par ses diverses fonction, il aura été à la tête de la ville pendant 45 ans. N'ayant pas eu de postérité, ses biens reviennent à ses neveux et nièces, notamment les Prévost de Basserode qui posséderont de ce fait de nombreux biens et terres à Wasquehal. Ces terres seront ensuite les propriétés de la famille de Baynast de Septfontaines avec Jean Georges Louis de Baynast de Septfontaines (1900-1973) qui sera propriétaire entre autres des terrains de l'actuelle plaine des jeux et d'une partie du cimetière du Plomeux.

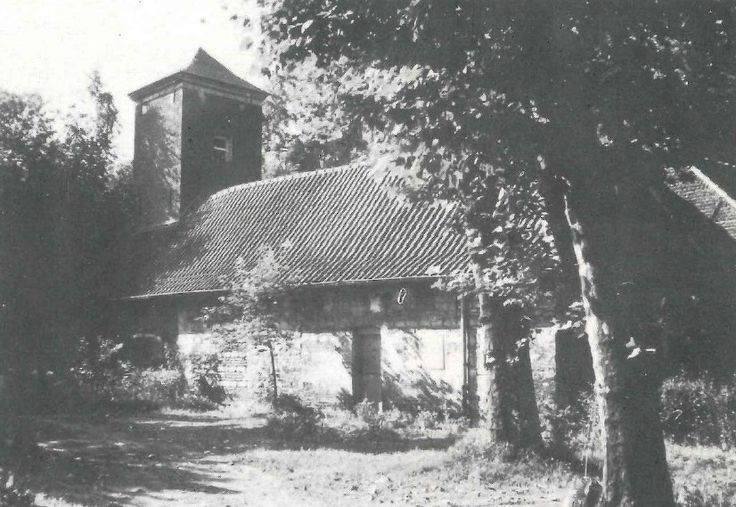
Ancienne ferme du Château Blanc au Cartelot.

Il est inhumé dans un caveau situé sous la chapelle dédiée à Notre-Dame de l'église de Wasquehal. L’Église et son cimetière attenant sont démolis pour laisser place à la nouvelle église Saint-Nicolas en 1877 et de ce fait Charles Hyacinthe Joseph Lespagnol de Grimbry est ré-inhumé en 1880 au cimetière du Centre situé rue de Marcq en Baroeul dans le quartier des Boers.

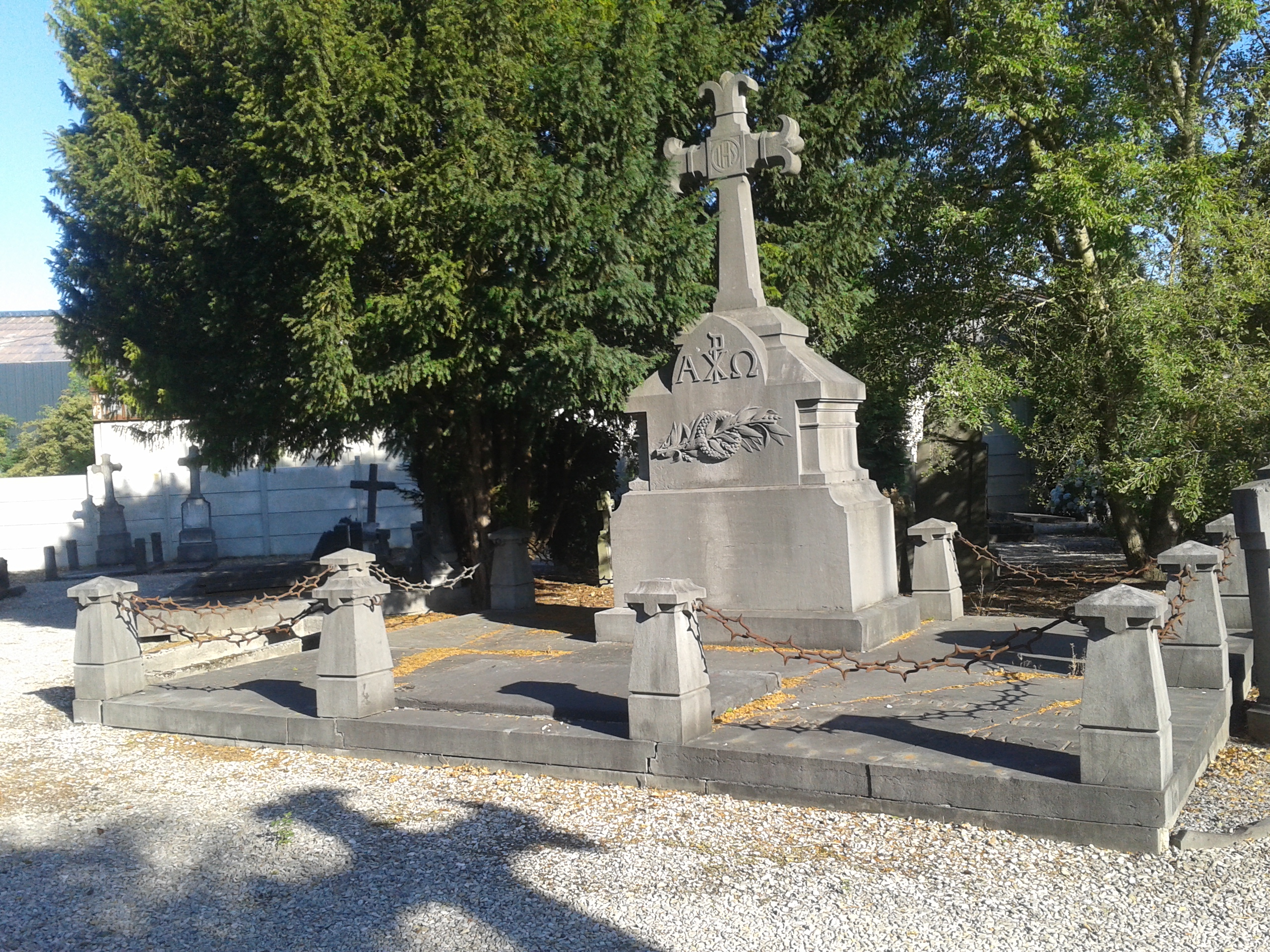
Monument des familles Lespagnol de Grimbry et Le Prévost de Basserode.

Le monument funéraire des familles Lespagnol de Grimby et le Prévost de Basserode est fait en terre cuite de dix mètres carrés et figura à l'Exposition universelle de 1878. Il est l’œuvre de Desmidt de Looberghe et représente une Descente de croix en grandeur nature.
Dans la soirée du 24 mars 1894, deux personnes, Émile Dedunslaeger et Jules Prouvost, s'introduisent aux cimetière du Centre sous les cris de Mort aux bourgeois ! Vive l'anarchie ! et vandalisent des monuments funéraires dont celui des familles Lespagnol de Grimby et le Prévost de Basserode,. Une cérémonie expiatoire de la profanation et du sacrilège du cimetière du Centre est organisée avec la présence de 4000 personnes en l'église Saint-Nicolas, suivie d'une procession au cimetière,. Un nouveau monument est posé sur la sépulture.

## Mandats
- 02 mars 1787 - 30 septembre 1790 : conseiller au parlement de Flandre
- 20 mars 1800 - 11 mai 1845 : maire de Wasquehal (Nord)

## Titres
- 20 mars 1762 – 20 mars 1790 : Seigneur de Grimbry

## Décorations
- Ordre national de la Légion d'honneur

## Armes des Lespagnol
D'azur à une foi d'argent.

## Généalogie

### Ascendance
Son père Charles-Joseph Lespagnol de Grimbry (1731-1801) est le fils de Charles François Joseph Lespagnol de Cavrines (1700-1763), conseiller des États de Flandre wallonne, Procureur Syndic de la Ville de Douai et de Henriette Joseph Libert (1700-1741).
Sa mère Marie Jeanne Henriette Hyacinthe Joseph Thieffries de Rœux (1737-1815) est la fille de Henri Denis Joseph de Thieffries (1693-1768) (Seigneur de Roeulx) et de Marie Anne Joseph Lexin (1708-1790). Les Thieffries sont issues de la Bourgeoisie de Lille par relief du 20 juillet 1497.

### Descendance
Sa nièce, Sophie Ursule l'Espagnol de Grimbry fille d'André François Lespagnol de Grimbry et de Marie Ursule Louisa Joseph Desfontaines sœur de Hyacinthe Joseph Desfontaines d'Azincourt, épouse le 30 janvier 1849 à Lille, Charles Richard Sutton de Clonard, comte de Clonard, Grand officier de la Légion d'honneur et ancien élève de l'École spéciale militaire de Saint-Cyr, promotion 1825-1827, en compagnie de Patrice de Mac Mahon. Charles Richard Sutton de Clonard est le neveu de Thomas Robert Bugeaud qui joua un rôle décisif dans la colonisation de l'Algérie et de Robert Sutton de Clonard, membre de l'expédition de Lapérouse (1er août 1785-1788).
Sa petite nièce, Ernestine l'Espagnol de Grimbry épouse en 1871, Albert Joseph Edmond de Baynast de Septfontaines, membre de l'ordre équestre du Saint-Sépulcre de Jérusalem dont descend Jean de Baynast de Septfontaines (1900-1973), qui possède des terrains sur Wasquehal où seront construits le complexe André Alsberghe, le centre nautique Calypso et une partie du cimetière du Plomeux.
Sa nièce, Josepa de l'Espagnol y de Sentmenat, fille d'Alexandre Louis Hyacinthe Joseph, épouse Ferran de Sagarra y de Llinas qui aura pour petit-fils Josep Maria de Sagarra, écrivain catalan,,.

## Postérité
Une allée de Wasquehal nommée Lespagnol de Grimbry  perpétue la mémoire de l'ancien maire de la ville.